# The Power of Love (Jennifer Rush-låt)
The Power of Love är en powerballad, från början skriven och inspelad av Jennifer Rush. 1985 blev Jennifer Rushs version den första singel av en kvinnlig solist att sälja en miljon exemplar i Storbritannien, och blev den bäst säljande singeln i Storbritannien det året. Sången spelades sedan framgångsrikt in av två artister, båda vilkas inspelningar slog alla tidigare versioner på USA:s listor. En inspelning av Laura Branigan blev en topp 20-storsäljare i slutet av 1987; Céline Dion 1993-1994 en hit i USA med sin inspelning, som toppade Billboards singellista och nominerades till en Grammy Award 1995. Australiska duon Air Supply spelade också in den 1985 med orden "You are my lady, and I am your man.".
Elisabeth Andreasson skrev och sjöng 1985 en text på svenska på albumet med hennes namn under titeln Ängel i natt , fast den svenskspråkiga texten handlar om olycklig kärlek och inte besvarad kärlek som originalversionen. Även det svenska dansbandet Sten & Stanley har spelat in Ängel i natt, vilket de gjorde 1995 på Musik, dans & party 10.  I filmen Bend It Like Beckham från 2002 framfördes en version av sången på språket Punjabi. En tyskspråkig version, Die Macht der Liebe, låg på västtyska poplistor på 1980-talet. Simons har även de spelat in en instrumental version av låten på albumet "Love Songs".
I spanskspråkig version heter sången "Si tu eres mi hombre" och har spelats in av artister som Amanda Miguel, Angela Carrasco, Linda Viera Caballero, Los Melódicos och Operación Triunfo. Vissa versioner av sången har gjorts i latinsk stil, med salsa och merengue-rytmer. Även Jennifer Rush själv gav ut låten på spanska 1985, och har även spelat in den på ungerska 1998.

## Listplacering och certifiering

### Jennifer Rush
| Lista (1985)                  | Topplacering                                                   |
| ----------------------------- | -------------------------------------------------------------- |
| Australiska singellistan      | 1                                                              |
| Österrikiska singellistan     | 1                                                              |
| Kanadensiska RPM-singellistan | 1                                                              |
| Danska singellistan           | 9                                                              |
| Nederländska singellistan     | 7                                                              |
| Franska singellistan          | 25                                                             |
| Västtyska singellistan        | 7                                                              |
| Irländska singellistan        | 1                                                              |
| Nyzeeländska singellistan     | 1                                                              |
| Norska singellistan           | 1                                                              |
| Spanska singellistan          | "The Power of Love"/ 2 "Si tu eres mi hombre y yo tu mujer"/ 1 |
| Svenska singellistan          | 3                                                              |
| Schweiziska singellistan      | 3                                                              |
| Brittiska singellistan        | 1                                                              |
| Amerikanska Billboard Hot 100 | 57                                                             |

### Laura Branigan
| Lista (1987)                                        | Topplacering |
| --------------------------------------------------- | ------------ |
| Amerikanska Billboard Hot 100                       | 26           |
| Amerikanska Billboard Hot Adult Contemporary Tracks | 19           |

### Céline Dion
| Lista (1993)                                        | Topplacering |
| --------------------------------------------------- | ------------ |
| Canadian Record's Retail Singles Chart              | 1            |
| Canadian Record's Contemporary Hit Radio Chart      | 1            |
| Kanadensiska RPM Top Singles                        | 1            |
| Kanadensiska RPM Adult Contemporary                 | 1            |
| Amerikanska Billboard Hot 100                       | 1            |
| Amerikanska Billboard Hot Adult Contemporary Tracks | 1            |
| Amerikanska Billboard Rhythmic Top 40               | 21           |
| Amerikanska Billboard Top 40 Mainstream             | 2            |
| Lista (1994)                                        | Topplacering |
| Australiska singellistan                            | 1            |
| Belgiska singellistan                               | 4            |
| Nederländska singellistan                           | 18           |
| Europeiska singellistan                             | 17           |
| Franska singellistan                                | 3            |
| Tyska singellistan                                  | 57           |
| Irländska singellistan                              | 13           |
| Nyzeeländska singellistan                           | 7            |
| Svenska singellistan                                | 6            |
| Brittiska singellistan                              | 4            |

#### Årslistor
| Årslista (1994)               | Placering |
| ----------------------------- | --------- |
| Amerikanska Billboard Hot 100 | 4         |

#### Decenniumlista
| Lista (1990-1999)             | Placering |
| ----------------------------- | --------- |
| Amerikanska Billboard Hot 100 | 48        |

#### Certifiering
| Land        | Certifiering |
| ----------- | ------------ |
| Australien  | Platina      |
| Frankrike   | Silver       |
| Nya Zeeland | Guld         |
| USA         | Platina      |

### Fotnoter
1. ↑  ”Elisabeth Andreasson”. Svensk mediedatabas. 14 mars 1985. http://smdb.kb.se/catalog/id/001886178. Läst 6 maj 2011.
2. ↑  ”Musik, dans & party 10”. Svensk mediedatabas. 14 mars 1995. http://smdb.kb.se/catalog/id/001508656. Läst 6 maj 2011.
3. ↑  ”ARIA Singles Chart”. Arkiverad från originalet den 15 mars 2008. https://archive.today/20080315083445/http://www.ariacharts.com.au/pages/charts_display.asp?chart=1U50. Läst 6 maj 2011.
4. ↑  Austrian Singles Chart
5. ↑  ”Item Display - RPM - Library and Archives Canada”. Collectionscanada.gc.ca. http://www.collectionscanada.gc.ca/rpm/028020-119.01-e.php?&file_num=nlc008388.0667&volume=44&issue=6&issue_dt=May%2003%201986&type=1&interval=24&PHPSESSID=ofqbrmmgr87dmvag3t02pa6rn7. Läst 27 november 2010.
6. ↑  Dutch Singles Chart
7. ↑  French Singles Chart Arkiverad 13 februari 2009 hämtat från the Wayback Machine.
8. ↑  German Singles Chart Arkiverad 17 oktober 2010 hämtat från the Wayback Machine.
9. ↑  ”Irish Singles Chart”. Arkiverad från originalet den 2 november 2012. https://archive.is/20121102130426/http://www.irma.ie/aucharts.asp. Läst 6 maj 2011.
10. ↑  ”New Zealand Singles Chart”. Arkiverad från originalet den 20 juni 2010. https://web.archive.org/web/20100620172351/http://www.rianz.org.nz/rianz/chart.asp. Läst 6 maj 2011.
11. ↑  Norwegian Singles Chart Arkiverad 22 juli 2012 hämtat från the Wayback Machine.
12. ↑  Swedish Singles Chart
13. ↑  Swiss Singles Chart Arkiverad 26 februari 2011 hämtat från the Wayback Machine.
14. ↑  ”UK Singles Chart”. Arkiverad från originalet den 6 februari 2010. https://web.archive.org/web/20100206070754/http://www.theofficialcharts.com/top40_singles.php. Läst 6 maj 2011.
15. 1 2  ”Billboard Hot 100”. Arkiverad från originalet den 6 januari 2008. https://web.archive.org/web/20080106162106/http://www.billboard.com/bbcom/charts/chart_display.jsp?g=Singles&f=The+Billboard+Hot+100. Läst 6 maj 2011.
16. ↑  ”Hot Adult Contemporary Tracks”. Arkiverad från originalet den 5 februari 2009. https://web.archive.org/web/20090205003911/http://www.billboard.com/bbcom/charts/chart_display.jsp?g=Singles&f=Hot+Adult+Contemporary+Tracks. Läst 6 maj 2011.
17. 1 2  Lwin, Nanda (1999). Top 40 Hits: The Essential Chart Guide. Music Data Canada. ISBN 1-896594-13-1
18. ↑  Top Singles - Volume 59, No. 5, February 21 1994. Retrieved May 16, 2010.
19. ↑  Adult Contemporary - Volume 59, No. 22, December 11 1993. Retrieved May 16, 2010.
20. ↑  Billboard Hot 100
21. ↑  Hot Adult Contemporary Tracks
22. ↑  [The Power of Love på Allmusic (engelska) Rhythmic Top 40]
23. ↑  Top 40 Mainstream
24. ↑  ARIA Singles Chart
25. ↑  Belgian Singles Chart
26. ↑  Dutch Singles Chart
27. ↑  European Singles Chart
28. ↑  French Singles Chart
29. ↑  ”German Singles Chart”. Arkiverad från originalet den 12 april 2012. https://web.archive.org/web/20120412043143/http://www.musicline.de/de/chartverfolgung_summary/artist/Dion,Celine/?type=single. Läst 6 maj 2011.
30. ↑  Irish Singles Chart
31. ↑  ”New Zealand Singles Chart”. Arkiverad från originalet den 25 maj 2012. https://archive.is/20120525141035/http://charts.org.nz/showitem.asp?interpret=C%E9line+Dion&titel=The+Power+Of+Love&cat=s. Läst 6 maj 2011.
32. ↑  Swedish Singles Chart
33. ↑  UK Singles Chart
34. ↑  ”Billboard Top 100 - 1994”. Arkiverad från originalet den 1 mars 2009. https://web.archive.org/web/20090301121519/http://longboredsurfer.com/charts.php?year=1994. Läst 27 augusti 2010.
35. ↑  Geoff Mayfield (25 december 1999). ”1999 The Year in Music Totally '90s: Diary of a Decade - The listing of Top Pop Albums of the '90s & Hot 100 Singles of the '90s”. Billboard. http://books.google.co.kr/books?id=9w0EAAAAMBAJ&lpg=PP1&lr&rview=1&pg=RA1-PA4#v=onepage&q&f=false. Läst 15 oktober 2010.
36. ↑  Kent, David (2006). Australian Chart Book 1993-2005 (Illustrated). Australia: Australian Chart Book. sid. 282. ISBN 0646458892
37. ↑  ”Certifications Singles Argent - année 1994”. Syndicat National de l'Édition Phonographique. Arkiverad från originalet den 3 mars 2012. https://web.archive.org/web/20120303033010/http://www.disqueenfrance.com/fr/page-259165.xml?year=1994&type=6. Läst 28 oktober 1994.
38. ↑  Scapolo, Dean (2007). The Complete New Zealand Music Charts 1966-2006. RIANZ. ISBN 978-1-877443-00-8
39. ↑  ”Gold & platinum searchable database”. Recording Industry Association of America. Arkiverad från originalet den 26 juni 2007. https://web.archive.org/web/20070626050454/http://www.riaa.com/goldandplatinumdata.php?table=SEARCH. Läst 1 mars 2003.